# جي ليونز
جي ليونز وشركاه J. Lyons & Co. هي شركة بريطانية سابقة امتلكت سلسلة مطاعم وشركات أغذية وفنادق.
تأسست عام 1884.
كما كانت تملك شركة للأغذية، تقع مصانعها في كاندي هول في هامرزسميث، وبدءاً من عام 1921 في غرينفورد، ومن منتجاتها الخبز والكعك والفطائر والقهوة والشاي والآيس كريم.
عملت بها رئيسة الوزراء السابقة مارغريت ثاتشر ككيمائية، قبل أن تترشح لمجلس عموم المملكة المتحدة، حيث ساهمت في تطوير وسائل أفضل لحفظ الأيس كريم.